# Rainier Wolfcastle
Rainier Wolfcastle, también conocido como McBain, es un actor ficticio de origen austríaco que aparece en la serie de televisión Los Simpson. Este actor recuerda al musculoso actor, también de origen austríaco, y exgobernador de California, Arnold Schwarzenegger. Las "semejanzas" con este van desde el nombre de su esposa (María), hasta la relación que esta tiene con los Quimby (que vendrían a ser los Kennedy de Springfield). Además, su militancia es Republicana, tal como Schwarzenegger. 
Tiene una hija llamada Greta, a quien Bart le rompe el corazón al no asistir a un baile de su escuela.
Su personaje más famoso es McBain, un héroe de acción protagonista de numerosas películas, algunas de dudosa calidad. El nombre de su personaje podría estar inspirado en el de Bruce Willis en la saga de películas "Duro de Matar", de John McClane. 
También interpretó a El hombre radioactivo en una película. Según muestra en un episodio, es hijo de nazis que apoya a la investigación de células madre. Estuvo de novio con Sarah Sloane que fue pareja de Ned Flanders.
Una de las alusiones de Wolfcastle a Schwarzenegger puede apreciarse en el episodio The Bart Wants What it Wants, cuando, en la escena de la cena, Rainier amenaza a la torta con la frase "¿Recuerdas cuando te dije que te comería de último? Mentí", referenciando la escena similar de la película Commando.
Curiosamente, este personaje ha sido representado de diversas formas. En el primer y segundo capítulo de los cómics Simpson, Mcbain es representado como un personaje de origen italiano, sin embargo, a partir de ahí siempre ha sido representado como un personaje de origen austriaco, directa parodia a Schwarzenegger.